# Maryna Cherniak
Maryna Cherniak –en ucraniano, Марина Черняк– (Zaporiyia, 26 de marzo de 1988) es una deportista ucraniana que compite en judo. Ganó dos medallas de bronce en el Campeonato Europeo de Judo, en los años 2014 y 2018, ambas en la categoría de –48 kg.

## Palmarés internacional
| Campeonato Europeo | Campeonato Europeo    | Campeonato Europeo | Campeonato Europeo |
| Año                | Lugar                 | Medalla            | Categoría          |
| ------------------ | --------------------- | ------------------ | ------------------ |
| 2014               | Montpellier (Francia) | Medalla de bronce  | –48 kg             |
| 2018               | Tel Aviv (Israel)     | Medalla de bronce  | –48 kg             |